# 共和黨全國委員會
共和黨全國委員會（英語：Republican National Committee，縮寫：RNC）是美國共和黨的全國委員會。對應機構是民主黨全國委員會。
共和黨全國委員會由美國各地的議員和黨職員構成，負責統籌各地的共和黨組織，亦會舉行宣傳、籌款及選舉等活動。委員會主席由各州代表構成的委員會委員選出。
每四年舉辦一次共和黨全國代表大會，由此確定該黨的總統提名以及制定政綱。其負責整合各地方委員會的競選活動，但對民選官員並沒有管理權。
現任全國委員會主席是來自北卡羅來納州的邁克爾·沃特利，於2024年3月8日上任。

## 主席列表
| 主席                                           | 主席 | 任期          | 州份         |
| ---------------------------------------------- | ---- | ------------- | ------------ |
| 埃德温·D·摩尔根                                |      | 1856年–1864年 | 纽约州       |
| 亨利·贾维斯·雷蒙德                             |      | 1864年–1866年 | 纽约州       |
| 马库斯·劳伦斯·沃德                             |      | 1866年–1868年 | 新泽西州     |
| 威廉·克拉夫林                                  |      | 1868年–1872年 | 马萨诸塞州   |
| 埃德温·D·摩尔根                                |      | 1872年–1876年 | 纽约州       |
| 撒迦利亚·钱德勒                                |      | 1876年–1879年 | 密西根州     |
| J·唐纳德·卡梅伦                                |      | 1879年–1880年 | 宾夕法尼亚州 |
| 马歇尔·杰维尔                                  |      | 1880年–1883年 | 康涅狄格州   |
| 德怀特·M·沙宾                                  |      | 1883年–1884年 | 明尼苏达州   |
| 本杰明·富兰克林·琼斯                           |      | 1884年–1888年 | 新泽西州     |
| 马修·奎伊                                      |      | 1888年–1891年 | 宾夕法尼亚州 |
| 詹姆斯·S·克拉克森                              |      | 1891年–1892年 |              |
| 威廉·J·坎贝尔                                  |      | 1892年        | 伊利诺伊州   |
| 汤玛斯·H·卡特                                  |      | 1892年–1896年 | 蒙大拿州     |
| 马克·汉纳                                      |      | 1896年–1904年 | 俄亥俄州     |
| 亨利·克莱·佩恩 （代理主席）                    |      | 1904年        | 威斯康星州   |
| 乔治·B·科特柳                                  |      | 1904年–1907年 | 纽约州       |
| 哈利·斯图尔特·纽                               |      | 1907年–1908年 | 印第安纳州   |
| 弗兰克·哈里斯·希奇科克                         |      | 1908年–1909年 | 俄亥俄州     |
| 约翰·弗里蒙特·希尔 （代理主席：1909年–1911年） |      | 1909年–1912年 | 缅因州       |
| 维克多·罗士窝打                                |      | 1912年        | 内布拉斯加州 |
| 查尔斯·D·希尔斯                                |      | 1912年–1916年 | 纽约州       |
| 威廉·罗素·威尔科克斯                           |      | 1916年–1918年 | 纽约州       |
| 威尔·H·海斯                                    |      | 1918年–1921年 | 印第安纳州   |
| 约翰·T·亚当斯                                  |      | 1921年–1924年 |              |
| 威廉·M·巴特勒                                  |      | 1924年–1928年 | 马萨诸塞州   |
| 休伯特·沃克                                    |      | 1928年–1929年 | 科罗拉多州   |
| 克劳狄·H·休斯顿                                |      | 1929年–1930年 | 田纳西州     |
| 西米恩·D·费斯                                  |      | 1930年–1932年 | 俄亥俄州     |
| 埃弗里特·桑德斯                                |      | 1932年–1934年 | 印第安纳州   |
| 亨利·P·弗莱彻                                  |      | 1934年–1936年 | 宾夕法尼亚州 |
| 约翰·哈密尔顿                                  |      | 1936年–1940年 | 堪萨斯州     |
| 小约瑟夫·威廉·马丁                             |      | 1940年–1942年 | 马萨诸塞州   |
| 哈里森·E·斯潘格勒                              |      | 1942年–1944年 |              |
| 小赫伯特·布劳内尔                              |      | 1944年–1946年 | 纽约州       |
| B·卡罗尔·里斯                                  |      | 1946年–1948年 | 田纳西州     |
| 休·斯科特                                      |      | 1948年–1949年 | 宾夕法尼亚州 |
| 盖·加布里埃尔森                                |      | 1949年–1952年 | 新泽西州     |
| 阿瑟·萨默菲尔德                                |      | 1952年–1953年 | 密西根州     |
| C·维斯理·罗伯茨                                |      | 1953年        | 堪萨斯州     |
| 伦纳德·W·霍尔                                  |      | 1953年–1957年 | 纽约州       |
| 米德·奥尔康                                    |      | 1957年–1959年 | 康涅狄格州   |
| 斯拉斯·巴拉德·莫顿                             |      | 1959年–1961年 | 肯塔基州     |
| 威廉·E·米勒                                    |      | 1961年–1964年 | 纽约州       |
| 迪恩·伯奇                                      |      | 1964年–1965年 | 亚利桑那州   |
| 雷·C·布利斯                                    |      | 1965年–1969年 | 俄亥俄州     |
| 罗杰斯·莫顿                                    |      | 1969年–1971年 | 马里兰州     |
| 鲍勃·多尔                                      |      | 1971年–1973年 | 堪萨斯州     |
| 乔治·H·W·布什                                  |      | 1973年–1974年 | 德克萨斯州   |
| 玛丽·路易丝·史密斯                             |      | 1974年–1977年 |              |
| 比尔·布洛克                                    |      | 1977年–1981年 | 田纳西州     |
| 理查德·理查兹                                  |      | 1981年–1983年 | 犹他州       |
| 保罗·拉克索尔特 （总主席）                     |      | 1983年–1987年 | 内华达州     |
| 弗兰克·法伦科普夫 （全国主席）                 |      | 1983年–1987年 | 内华达州     |
| 弗兰克·法伦科普夫                              |      | 1987年–1989年 | 内华达州     |
| 李·阿特沃特                                    |      | 1989年–1991年 | 南卡罗来纳州 |
| 克莱顿·尤特                                    |      | 1991年–1992年 | 内布拉斯加州 |
| 理查德·邦德                                    |      | 1992年–1993年 | 密苏里州     |
| 哈利·巴勃                                      |      | 1993年–1997年 | 密西西比州   |
| 吉姆·尼科尔森                                  |      | 1997年–2001年 | 科罗拉多州   |
| 吉姆·吉尔摩                                    |      | 2001年–2002年 |              |
| 马克·拉西科特                                  |      | 2002年–2004年 | 蒙大拿州     |
| 艾德·吉莱斯皮                                  |      | 2004年–2006年 |              |
| 肯·梅尔曼                                      |      | 2006年–2007年 | 哥伦比亚特区 |
| 梅尔·马丁内斯 （总主席）                       |      | 2007年        | 佛罗里达州   |
| 迈克·邓肯 （全国主席）                         |      | 2007年        | 肯塔基州     |
| 迈克·邓肯                                      |      | 2007年–2009年 | 肯塔基州     |
| 迈克尔·斯蒂尔                                  |      | 2009年–2011年 | 马里兰州     |
| 赖因斯·普里巴斯                                |      | 2011年–2017年 | 威斯康星州   |
| 罗娜·罗姆尼·麦克丹尼尔                         |      | 2017年–2024年 | 密西根州     |
| 邁克爾·沃特利                                  |      | 2024年至今    | 北卡罗来纳州 |

## 外部連結
- Republican National Committee